# 卡邦波縣

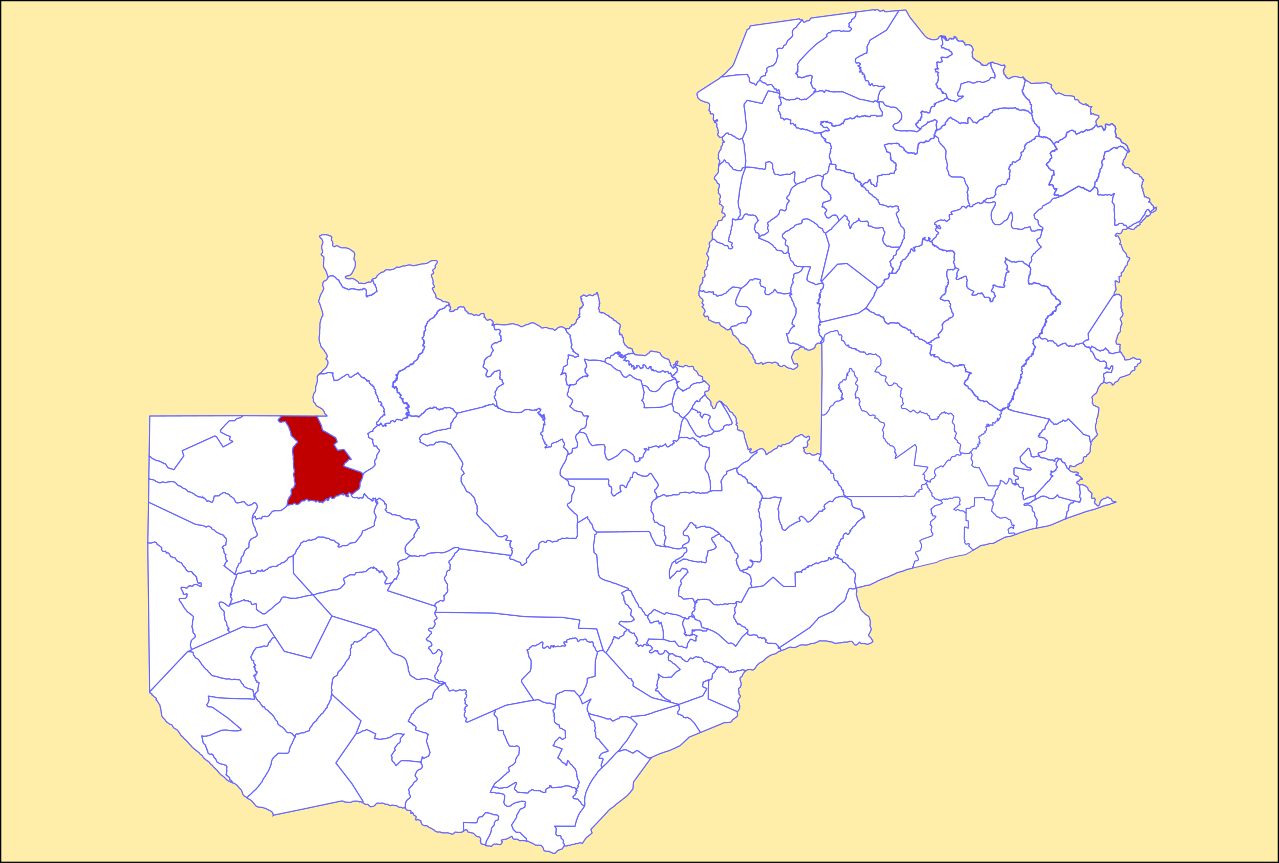

13°15′S 24°10′E / 13.250°S 24.167°E
卡邦波縣（英語：Kabompo District），是贊比亞的縣份，位於該國西北部，由西北省負責管轄，首府設於卡邦波，面積14,532平方公里，2010年人口92,321，人口密度每平方公里6.4人。